# Ḩaqqīyeh
Ḩaqqīyeh (persiska: حقیه) är en ort i Iran.   Den ligger i provinsen Khorasan, i den nordöstra delen av landet, 700 km öster om huvudstaden Teheran. Ḩaqqīyeh ligger 1 168 meter över havet och antalet invånare är 354.
Terrängen runt Ḩaqqīyeh är platt.Runt Ḩaqqīyeh är det ganska tätbefolkat, med 56 invånare per kvadratkilometer. Närmaste större samhälle är Nīshābūr, 5,9 km norr om Ḩaqqīyeh. Omgivningarna runt Ḩaqqīyeh är i huvudsak ett öppet busklandskap.